# ضریب اشتراک
ضریب اشتراک در شبکه‌های کامپیوتری یا در اصطلاح دیگر نرخ رقابت (Contention Ratio)، نرخ حداکثر بالقوه تقاضا برای یک پهنای باند مشخص است. هر چه ضریب اشتراک بالاتر باشد تعداد کاربرانی که می‌بایست هم‌زمان از یک پهنای باند مشخص استفاده کنند بیشتر خواهد بود. بدین ترتیب پهنای باند مؤثر در زمان‌های اوج مصرف کمتر خواهد بود.
به عنوان مثال در انگلستان سرویس «خط اشتراک دیجیتال با نرخ تطبیقی» با ضریب اشتراک ۲:۱ و ۵:۱ بازاریابی می‌شود بدین معنی که ۲ تا ۵ مشترک به پهنای باندی به عنوان مثال ۸ مگابیت درثانیه متصل می‌شوند و این پهنای باند ۸ مگابیتی را به اشتراک می‌گذارند.
در ایران برخی شرکت‌ها خدمات ADSL را با ضریب اشتراک ۵۰:۱ ارائه می‌دهند، که سازمان تنظیم مقررات و ارتباطات رادیویی آن را به عنوان محدودیت متمایزکننده سرویس‌های اختصاصی و اشتراکی تعیین کرده‌است.